# 13623 Seanwalker
13623 Seanwalker eller 1995 TD är en asteroid i huvudbältet som upptäcktes 3 oktober 1995 av den amerikanske astronomen Dennis di Cicco i Sudbury i Massachusetts. Den är uppkallad efter Sean Walker.
Asteroiden har en diameter på ungefär 3 kilometer.